# Hail to the King
Hail to the King är det sjätte albumet som bandet Avenged Sevenfold har släppt. Den släpptes tre år efter albumet Nightmare, alltså 2013.

## Låtlista
1. "Sheperd of Fire" - 5:23
2. "Hail to the King" - 5:04
3. "Doing Time" - 3:25
4. "This Means War" - 6:09
5. "Requiem" - 4:21
6. "Crimson Day" - 4:57
7. "Heretic" - 4:55
8. "Coming Home" - 6:25
9. "Planets" - 5:56
10. "Acid Rain" - 6:40